# アルバート・ヒューイ
アルバート・ヒューイ（Albert Huie、1920年12月31日 - 2010年1月31日）は、ジャマイカの画家。トレローニー教区ファルマウス出身。
ジャマイカ絵画の父と呼ばれ、ジャマイカ国立美術館などに作品が所蔵されている。2010年1月31日、89歳で亡くなっている。